# Kiowa County (Kansas)
Kiowa County ist ein County im Bundesstaat Kansas der Vereinigten Staaten. Das U.S. Census Bureau hat bei der Volkszählung 2020 eine Einwohnerzahl von 2460 ermittelt.
Der Verwaltungssitz (County Seat) ist Greensburg. Das County gehört zu den Dry Countys, was bedeutet, dass der Verkauf von Alkohol eingeschränkt oder verboten ist.

## Geographie
Das County liegt im Süden von Kansas, ist etwa 45 km von Oklahoma entfernt und hat eine Fläche von 1872 Quadratkilometern, wovon ein Quadratkilometer Wasserfläche ist. Es grenzt im Uhrzeigersinn an folgende Countys: Edwards County, Pratt County, Barber County, Comanche County, Clark County und Ford County.

## Geschichte
Kiowa County wurde am 26. Februar 1867 gebildet. Benannt wurde es nach dem Indianerstamm der Kiowa. Am 4. Mai 2007 wurde Greensburg durch einen Tornado großflächig zerstört. Beim Tornado wurden ersten Angaben zufolge 9 Menschen getötet, gut 95 % der Bevölkerung wurden dabei obdachlos. Der für die Verwüstung der Stadt verantwortliche Tornado wird in die Stärke-Kategorie EF6 eingeordnet und ist dem May 2007 Tornado Outbreak mit insgesamt über 133 Einzelereignissen zugehörig.
5 Bauwerke und Stätten des Countys sind im National Register of Historic Places eingetragen (Stand 30. August 2017).

## Demografische Daten

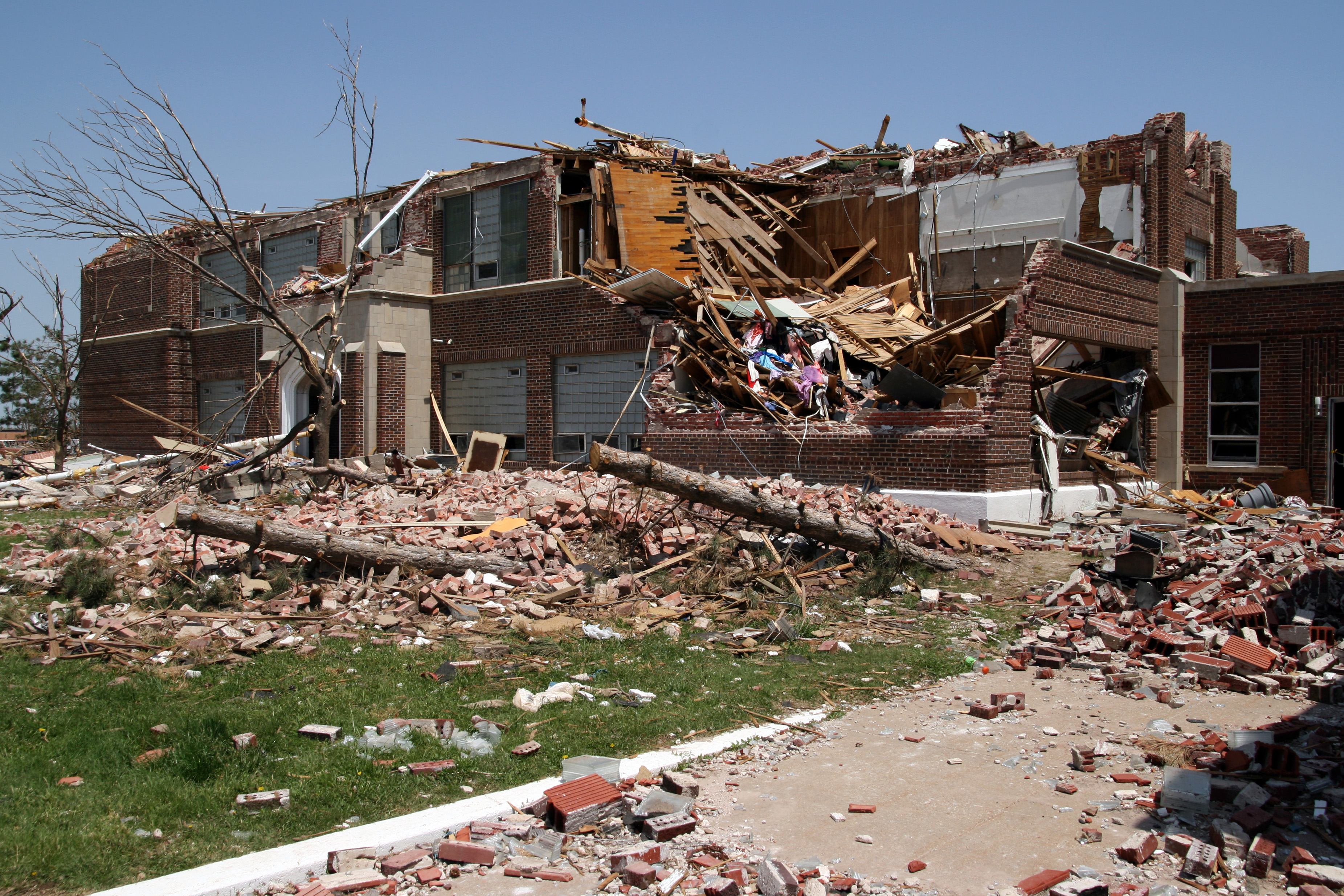
Die 2007 durch einen Tornado zerstörte High School in Greensburg

Nach der Volkszählung im Jahr 2000 lebten im Kiowa County 3278 Menschen in 1365 Haushalten und 924 Familien im Kiowa County. Die Bevölkerungsdichte betrug 2 Einwohner pro Quadratkilometer. Ethnisch betrachtet setzte sich die Bevölkerung zusammen aus 97,19 Prozent Weißen, 0,21 Prozent Afroamerikanern, 0,61 Prozent amerikanischen Ureinwohnern, 0,27 Prozent Asiaten und 0,98 Prozent aus anderen ethnischen Gruppen; 0,73 Prozent stammten von zwei oder mehr Ethnien ab. 2,04 Prozent der Bevölkerung waren spanischer oder lateinamerikanischer Abstammung.
Von den 1365 Haushalten hatten 27,7 Prozent Kinder unter 18 Jahren, die mit ihnen gemeinsam lebten. 59,6 Prozent waren verheiratete, zusammenlebende Paare, 5,3 Prozent waren allein erziehende Mütter und 32,3 Prozent waren keine Familien. 30,5 Prozent aller Haushalte waren Singlehaushalte und in 15,5 Prozent lebten Menschen mit 65 Jahren oder darüber. Die Durchschnittshaushaltsgröße betrug 2,32 und die durchschnittliche Familiengröße betrug 2,89 Personen.
24,0 Prozent der Bevölkerung waren unter 18 Jahre alt. 8,2 Prozent zwischen 18 und 24 Jahre, 21,8 Prozent zwischen 25 und 44 Jahre, 24,6 Prozent zwischen 45 und 64 Jahre und 21,3 Prozent waren 65 Jahre alt oder älter. Das Durchschnittsalter betrug 42 Jahre. Auf 100 weibliche Personen kamen 96,3 männliche Personen. Auf 100 erwachsene Frauen ab 18 Jahren kamen 95,1 Männer.
Das jährliche Durchschnittseinkommen eines Haushalts betrug 31.576 USD, das Durchschnittseinkommen einer Familie betrug 40.950 USD. Männer hatten ein Durchschnittseinkommen von 29.063 USD, Frauen 20.764 USD. Das Prokopfeinkommen betrug 17.207 USD.
7,4 Prozent der Familien und 10,8 Prozent der Bevölkerung lebten unterhalb der Armutsgrenze.

## Orte im County
- Belvidere
- Brenham
- Greensburg
- Haviland
- Joy
- Mullinville
- Wellsford

Township
- Kiowa Rural Township